# M (gruppo musicale)
M è stato un progetto musicale new wave/synthpop guidato dal musicista e produttore inglese Robin Scott, attivo per un breve periodo tra la fine degli anni Settanta e i primi Ottanta e conosciuto principalmente per la hit del 1979 Pop Muzik, che si posizionò al secondo posto della Official Singles Chart nel maggio di quell'anno e al primo della statunitense Billboard Hot 100 il 3 novembre. Tra i musicisti che suonarono sotto il nome "M" ci furono Wally Badarou, Mark King, Phil Gould e Gary Barnacle dei Level 42.

## Carriera
Robin Scott usò per la prima volta lo pseudonimo M nel 1978, quando pubblicò il singolo Moderne Man. Il successivo Pop Muzik venne registrato da Scott insieme al fratello Julian al basso, alla moglie Brigit Novik alla voce secondaria, e a Wally Badarou alle tastiere. Visto l'enorme successo di questi due brani, venne pubblicato il primo album in studio, New York • London • Paris • Munich, nel 1979.
Altri tre singoli del progetto che riuscirono ad entrare in classifica furono Moonlight and Muzak (nel dicembre 1979), That's the Way the Money Goes (nel marzo 1980) e Official Secrets (nel novembre 1980). Dopo altri due LP, The Official Secrets Act nel 1980 e Famous Last Words nel 1981, mai distribuito nel Regno Unito, Scott interruppe la sua produzione con il nome M. Un quarto album Robin Scott with Shikisha venne pure preparato nel 1984, ma non venne pubblicato prima del 1998.

## Discografia

### Album

#### Album in studio
| Anno | Album                              | UK Albums Chart | U.S. Billboard 200 Chart |
| ---- | ---------------------------------- | --------------- | ------------------------ |
| 1979 | New York • London • Paris • Munich | —               | 79                       |
| 1980 | The Official Secrets Act           | —               | —                        |
| 1981 | Famous Last Words                  | —               | —                        |
| 1984 | Jive Shikisha! †                   | —               | —                        |

† Registrato nel 1984 – mai pubblicato prima del 1998 come Robin Scott & Shikisha.

#### Raccolte
- Pop Muzik – The Very Best of M (1996, Music Collection International)
- Pop Muzik (1997, Collectables Records) Ripubblicazione del 1997 di New York • London • Paris • Munich.
- 'M' The History – Pop Muzik The 25th Anniversary (2004, Union Square Music)
- Pop Muzik – 30th Anniversary Remixes (2009, Echo Beach) Album con 13 remix di Pop Muzik.

### Singoli
| Anno | Titolo                        | UK Singles Chart | U.S. Billboard Hot 100 Chart |
| ---- | ----------------------------- | ---------------- | ---------------------------- |
| 1978 | Moderne Man                   | —                | —                            |
| 1979 | Pop Muzik                     | 2                | 1                            |
| 1979 | Moonlight and Muzak           | 33               | —                            |
| 1980 | That's the Way the Money Goes | 45               | —                            |
| 1980 | Official Secrets              | 64               | —                            |
| 1981 | Keep It to Yourself           | —                | —                            |
| 1982 | Danube                        | —                | —                            |
| 1983 | Eureka ‡                      | —                | —                            |
| 1984 | Crazy Zulu ‡                  | —                | —                            |
| 1989 | Pop Muzik (remix)             | 15               | —                            |

‡ – già accreditate come Robin Scott

## Curiosità
- Moderne Man venne remixata con Satisfy Your Lust, il lato B di That's the Way the Money Goes, e venne inserita come medley nelle ristampe del 1997 di New York • London • Paris • Munich.
- Un remix di Pop Muzik venne suonato prima di ogni concerto del tour degli U2 PopMart Tour.